# Équipe de Suisse de football à la Coupe du monde 1934

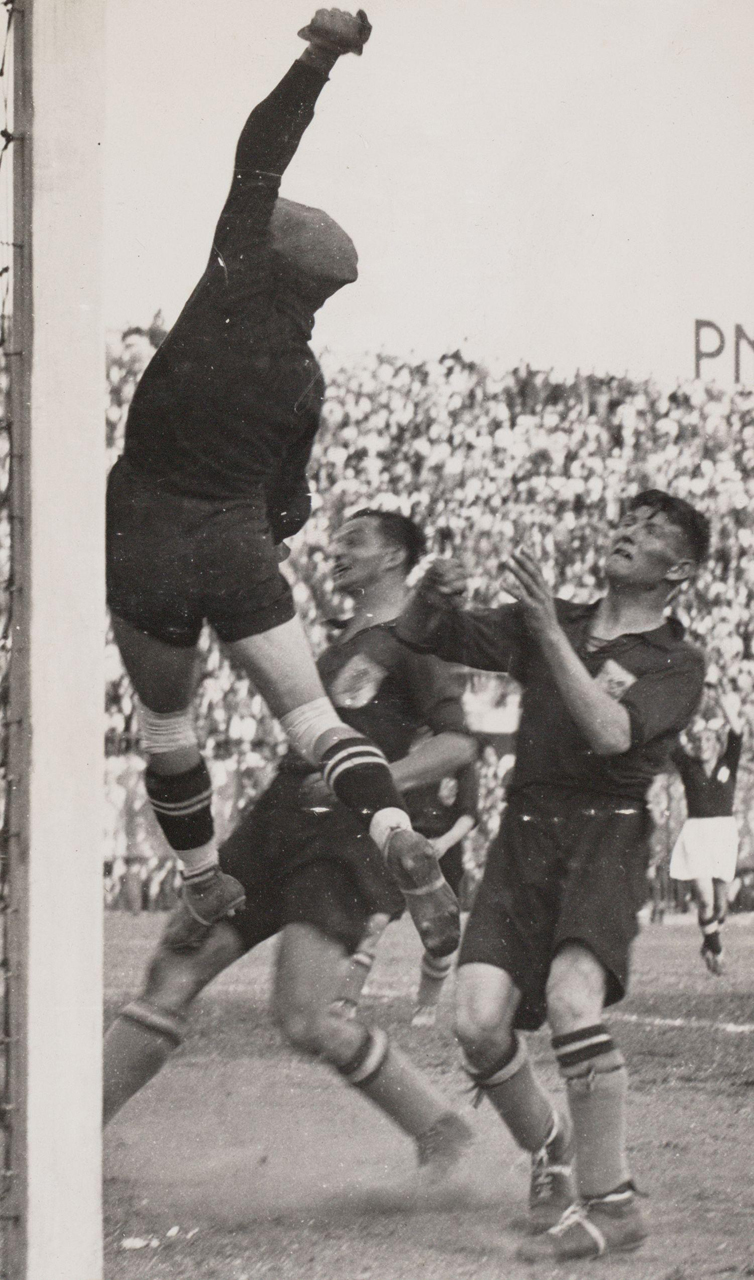
Frank Séchehaye (de dos) face aux Néerlandais Beb Bakhuys et Kick Smit.

L'équipe de Suisse de football participe à sa première Coupe du monde de football lors de l'édition 1934 qui se tient dans le royaume d'Italie du 27 mai 1934 au 10 juin 1934.
Portée par l'enthousiasme et le succès de la première édition de 1930, trente-deux équipes s'inscrivent et doivent disputer un tour préliminaire. Les seize qualifiés, dont la Suisse, jouent la phase finale.
L'équipe de Suisse élimine les Pays-Bas au premier tour puis échoue en quart de finale contre la Tchécoslovaquie.

## Phase qualificative
La Roumanie, la Suisse et la Yougoslavie se disputent les deux places qualificatives du groupe 6. Chaque nation rencontre une fois les deux autres équipes.
La Suisse rencontre la Yougoslavie pour son premier match, le 24 septembre 1933 à Belgrade, et obtient un résultat nul deux buts partout.
Le 29 octobre 1933 à Berne, le match de la Suisse contre la Roumanie se solde sur le terrain par un match nul 2-2. La Roumanie aligne un joueur non sélectionnable et la FIFA accorde alors une victoire sur tapis vert à la Suisse sur le score de 2-0,.
La Suisse termine première de son groupe et se qualifie avec la Roumanie pour la Coupe du monde en Italie.
| Rang | Équipe      | Pts | J | G | N | P | Bp | Bc | Diff |  | Résultats (▼ dom., ► ext.) |     |     |     |
| ---- | ----------- | --- | - | - | - | - | -- | -- | ---- |  | -------------------------- | --- | --- | --- |
| 1    | Suisse      | 3   | 2 | 1 | 1 | 0 | 4  | 2  | +2   |  | Suisse                     |     | 2-0 |     |
| 2    | Roumanie    | 2   | 2 | 1 | 0 | 1 | 2  | 3  | -1   |  | Roumanie                   |     |     | 2-1 |
| 3    | Yougoslavie | 1   | 2 | 0 | 1 | 1 | 3  | 4  | -1   |  | Yougoslavie                | 2-2 |     |     |

## Préparation
| Match amical                             | France  | 0 - 1   | Suisse       | Parc des Princes, Paris                             |                                                     |
| 11 mars 1934 · Historique des rencontres |         | (0 - 1) | 40e Kielholz | Spectateurs : 25 000 Arbitrage : Rinaldo Barlassina | Spectateurs : 25 000 Arbitrage : Rinaldo Barlassina |
| 11 mars 1934 · Historique des rencontres | Rapport |         |              | Spectateurs : 25 000 Arbitrage : Rinaldo Barlassina | Spectateurs : 25 000 Arbitrage : Rinaldo Barlassina |

| Coupe internationale européenne 1933-1935 | Suisse                   | 2 - 3   | Autriche                    | Les Charmilles, Genève                        |                                               |
| 25 mars 1934 · Historique des rencontres  | Bossi 58e · Kielholz 68e | (0 - 1) | 16e 76e Bican · 46e Kaburek | Spectateurs : 30 000 Arbitrage : Stanley Rous | Spectateurs : 30 000 Arbitrage : Stanley Rous |
| 25 mars 1934 · Historique des rencontres  | Rapport                  |         |                             | Spectateurs : 30 000 Arbitrage : Stanley Rous | Spectateurs : 30 000 Arbitrage : Stanley Rous |

## Phase finale

### Effectif
| Nom                | Nom                | Club                    | Date de naissance | J.              | Buts            |                 |                 |                 |
| Gardiens de but    | Gardiens de but    | Gardiens de but         | Gardiens de but   | Gardiens de but | Gardiens de but | Gardiens de but | Gardiens de but | Gardiens de but |
| ------------------ | ------------------ | ----------------------- | ----------------- | --------------- | --------------- | --------------- | --------------- | --------------- |
|                    | Frank Séchehaye    | Servette Genève         | 3 novembre 1907   | 2               | 0               | -               | -               | -               |
|                    | Renato Bizzozzero  | FC Lugano               |                   | 0               | 0               | -               | -               | -               |
|                    | Willy Huber        | Grasshopper Club Zurich | 17 décembre 1913  | 0               | 0               | -               | -               | -               |
| Défenseurs         |                    |                         |                   |                 |                 |                 |                 |                 |
|                    | Severino Minelli   | Grasshopper Club Zurich | 6 septembre 1909  | 2               | 0               | -               | -               | -               |
|                    | Walter Weiler      | Grasshopper Club Zurich | 4 décembre 1903   | 2               | 0               | -               | -               | -               |
|                    | Louis Gobet        | FC Berne                | 28 octobre 1908   | 0               | 0               | -               | -               | -               |
|                    | Arnaldo Ortelli    | FC Lugano               |                   | 0               | 0               | -               | -               | -               |
|                    | Max Weiler         | Grasshopper Club Zurich | 25 septembre 1900 | 0               | 0               | -               | -               | -               |
| Milieux de terrain |                    |                         |                   |                 |                 |                 |                 |                 |
|                    | Albert Guinchard   | Servette Genève         | 10 novembre 1914  | 2               | 0               | -               | -               | -               |
|                    | Ernst Hufschmid    | FC Bâle                 | 4 février 1913    | 2               | 0               | -               | -               | -               |
|                    | Fernand Jaccard    | FC La Tour-de-Peilz     | 8 octobre 1907    | 2               | 0               | -               | -               | -               |
|                    | Ernst Frick        | FC Lucerne              |                   | 0               | 0               | -               | -               | -               |
|                    | Edmond Loichot     | Servette Genève         |                   | 0               | 0               | -               | -               | -               |
|                    | Willy Jäggi        | Lausanne-Sports         | 28 juillet 1906   | 1               | 1               | -               | -               | -               |
| Attaquants         |                    |                         |                   |                 |                 |                 |                 |                 |
|                    | Leopold Kielholz   | Servette Genève         | 9 juin 1911       | 2               | 3               | -               | -               | -               |
|                    | André Abegglen     | Grasshopper Club Zurich | 7 mars 1909       | 2               | 1               | -               | -               | -               |
|                    | Willy von Känel    | FC Biel                 | 30 octobre 1909   | 2               | 0               | -               | -               | -               |
|                    | Joseph Bossi       | FC Berne                | 29 août 1911      | 1               | 0               | -               | -               | -               |
|                    | Alfred Jäck        | FC Bâle                 | 2 août 1911       | 1               | 0               | -               | -               | -               |
|                    | Raymond Passello   | Servette Genève         | 12 janvier 1905   | 1               | 0               | -               | -               | -               |
|                    | Erwin Hochstrasser | Lausanne-Sports         |                   | 0               | 0               | -               | -               | -               |
|                    | Albert Büche       | FC Nordstern Bâle       |                   | 0               | 0               | -               | -               | -               |
| Trainer            |                    |                         |                   |                 |                 |                 |                 |                 |
|                    | Heini Müller       |                         | 4 juin 1886       |                 |                 |                 |                 |                 |

### Compétition
La Suisse affronte les Pays-Bas, désignés tête de série, en huitièmes de finale le 27 mai 1934 au stade San Siro de Milan. L'équipe ouvre le score puis mène par 2-1 à la demi-heure de jeu ainsi qu'à la mi-temps. Le score final est de 3-2 et ouvre la porte à la qualification pour les quarts de finale.

#### Huitièmes de finale
| 27 mai 1934                         | Suisse | 3 - 2   | Pays-Bas                                                                                                   | Stade San Siro, Milan                        |                                              |
| 16 h 30 · Historique des rencontres | Kielholz 7e 43e · Abegglen 66e                                                                                   | (2 - 1) | 29e Smit · 69e Vente                                                                                       | Spectateurs : 33 000 Arbitrage : Ivan Eklind | Spectateurs : 33 000 Arbitrage : Ivan Eklind |
| 16 h 30 · Historique des rencontres | Rapport |         | | Spectateurs : 33 000 Arbitrage : Ivan Eklind | Spectateurs : 33 000 Arbitrage : Ivan Eklind |
| 16 h 30 · Historique des rencontres | Séchehaye - Minelli , W. Weiler - Guinchard, Jaccard, Hufschmid - Von Känel, Passello, Kielholz, Abegglen, Bossi | Équipes | Van der Meulen - Weber, Van Run - Pellikaan, Anderiesen, Van Heel - Wels, Vente, Bakhuys, Smit, Van Nellen | Spectateurs : 33 000 Arbitrage : Ivan Eklind | Spectateurs : 33 000 Arbitrage : Ivan Eklind |

#### Quarts de finale
Le match se joue contre la Tchécoslovaquie le 31 mai 1934 au stade Benito Mussolini de Turin. Léopold Kielholz ouvre le score, comme lors de la rencontre précédente, puis la Suisse concède deux buts et perd à la mi-temps. Willy Jäggi égalise à 2-2 et, de nouveau, l'équipe tchécoslovaque reprend l'avantage en fin de match. Le score reste inchangé et la confrontation aboutie à l'élimination de la Suisse sur un score de 3-2.
| 31 mai 1934                         | Tchécoslovaquie                                                                               | 3 - 2   | Suisse | Stade Benito Mussolini, Turin                  |                                                |
| 16 h 30 · Historique des rencontres | Svoboda 24e · Sobotka 49e · Nejedlý 82e                                                       | (1 - 1) | 18e Kielholz · 78e Jäggi                                                                                     | Spectateurs : 12 000 Arbitrage : Alois Beranek | Spectateurs : 12 000 Arbitrage : Alois Beranek |
| 16 h 30 · Historique des rencontres | Rapport                                                                                       |         | | Spectateurs : 12 000 Arbitrage : Alois Beranek | Spectateurs : 12 000 Arbitrage : Alois Beranek |
| 16 h 30 · Historique des rencontres | Plánička - Ženíšek, Čtyřoký - Košťálek, Čambal, Krčil - Junek, Svoboda, Sobotka, Nejedlý, Puč | Équipes | Séchehaye - Minelli , W. Weiler - Guinchard, Jaccard, Hufschmid - Von Känel, Jäggi, Kielholz, Abegglen, Jäck | Spectateurs : 12 000 Arbitrage : Alois Beranek | Spectateurs : 12 000 Arbitrage : Alois Beranek |

## Bilan
La Suisse dispute deux matchs et son bilan se solde sur une victoire et une défaite, cinq buts inscrits pour cinq encaissés. Le score de ses deux rencontres est 3-2, à son avantage contre les Pays-Bas et en sa défaveur contre la Tchécoslovaquie.
L'équipe, quart-de-finaliste, se classe septième. L'Espagne, la Hongrie et la Suède, les trois autres nations éliminées à ce stade de la compétition, se classent respectivement cinquième, sixième et huitième. La Tchécoslovaquie, qui élimine la Suisse, joue la finale et termine vice-championne du monde.
L'attaquant Leopold Kielholz inscrit trois buts et termine quatrième meilleur buteur ex æquo avec l'italien Raimundo Orsi.

## Navigation